# Marin Hinkle
Marin Elizabeth Hinkle (* 23. březen, 1966, Dar es Salaam, Tanzanie) je americká herečka.

## Počátky
Narodila se nadšeným zaměstnancům charitativních společností v tanzanském Dar es Salaamu. Vyrůstala však v Bostonu a studovala na Brownově univerzitě a na New York University.

## Kariéra
Před kamerou se poprvé objevila v roce 1994, a to konkrétně ve filmu Angie, kde hlavní roli obsadila Geena Davis. Proslavily jí pak především role v seriálech Once and again a Dva a půl chlapa.
Vidět jsme jí také mohli v dalších známých seriálech, ke kterým patří Zákon a pořádek, Pohotovost, Beze stopy nebo Dr. House.
Zahrála si také v několika celovečerních filmech, ke kterým patří Jmenuji se Sam se Seanem Pennem v hlavní roli, Frekvence s Dennisem Quaidem a Jamesem Caviezelem, Zbožňuju prachy! s Jennifer Aniston, nebo Tak si představ s Eddie Murphym.

## Filmografie

### Film
| Rok  | Název                         | Role             | Poznámky            |
| ---- | ----------------------------- | ---------------- | ------------------- |
| 1994 | Angie                         | mladá Joanne     |                     |
| 1996 | Prostě úžasná                 | Carla            |                     |
| 1996 | Breathing Room                | Larissa          |                     |
| 1996 | Ještě na to máme!             | Hannah           |                     |
| 1998 | Chocolate for Breakfast       | Amy              |                     |
| 1998 | Show & Tell                   | Pea              |                     |
| 2000 | Killing Cinderella            | Karen            |                     |
| 2000 | Frekvence                     | Sissy Clark      |                     |
| 2000 | Sam the Man                   | Shelly           |                     |
| 2001 | Final                         | Sherry           |                     |
| 2001 | The Next Big Thing            | Shari Lampkin    |                     |
| 2001 | Jmenuji se Sam                | Patricia         |                     |
| 2002 | The Year That Trembled        | Helen Kerrigan   |                     |
| 2002 | Temný stín nad L.A.           | Deena Schultz    |                     |
| 2005 | Who's the Top?                | Alixe            | krátkometrážní film |
| 2006 | Zbožňuju prachy!              | Maya             |                     |
| 2007 | Prodám šéfa zn. spěchá        | Karen            |                     |
| 2007 | Cough Drop                    | Rebecca Dewey    | krátkometrážní film |
| 2007 | Proti proudu                  | Ellen            |                     |
| 2007 | Křižovatka osudu              | Renee            |                     |
| 2008 | Co se vlastně stalo           | koordinátorka    |                     |
| 2008 | Karanténa                     | Kathy            |                     |
| 2008 | The Haunting of Molly Hartley | Jane Hartley     |                     |
| 2008 | John's Hand                   | Cynthia          | krátkometrážní film |
| 2009 | Tak si představ               | paní Davisová    |                     |
| 2009 | Rosnička                      | Jane             |                     |
| 2012 | My Eleventh                   |                  |                     |
| 2013 | Butterflies of Bill Baker     | Emma             |                     |
| 2013 | Geography Club                | Barbara Land     |                     |
| 2014 | Dakota's Summer               | Clara            |                     |
| 2017 | Jumanji: Vítejte v džungli!   | Spencerova matka |                     |
| 2019 | Jumanji: Další level          | Spencerova matka |                     |

### Televize
| Rok        | Název                                     | Role                  | Poznámky                             |
| ---------- | ----------------------------------------- | --------------------- | ------------------------------------ |
| 1995       | Another World                             | Alison Van Rohan      | díl #1.7922                          |
| 1997       | Všichni starostovi muži                   | Carolyn               | díl: „Starosta letí na Miami“        |
| 1998       | Právo a pořádek                           | Leslie Russo          | díl: „Grief“                         |
| 1999–2002  | Druhá šance                               | Judy Brooks           | 58 dílů                              |
| 2000       | Právo a pořádek                           | Debbie Mason          | díl: „Stiff“                         |
| 2001       | WW3                                       | Judy Rosenberg        | TV film                              |
| 2002       | Beze stopy                                | ADA Angela Buckman    | díl: „Únos“                          |
| 2003–2015  | Dva a půl chlapa                          | Judith Harper-Melnick | 83 dílů                              |
| 2004       | Pohotovost                                | Kathy                 | díl: „Sebeovládání“                  |
| 2005       | Dr. House                                 | Naomi Randolph        | díl: „Nová generace“                 |
| 2005       | Zákon a pořádek: Útvar pro zvláštní oběti | Janice Whitlock       | díl: „Árijské bratrstvo“             |
| 2005       | Fielder's Choice                          | Holly                 | TV film                              |
| 2006       | The Book of Daniel                        | Nancy                 | díl: „Revelations“                   |
| 2006       | Po právu                                  | Jane McDermott        | díl: „Brothers and Sisters“          |
| 2007–2011  | Bratři a sestry                           | Courtney McCallister  | 3 díly                               |
| 2007–2008  | The Sarah Silverman Program               | Rose Silverman        | 3 díly                               |
| 2008       | My Own Worst Enemy                        | Elizabeth Q           | díl: „Henry and the Terrible... Day“ |
| 2009       | Private Practice                          | Beverly               | díl: „Wait and See“                  |
| 2009       | Právo a pořádek                           | právnička Novelle     | díl: „Reality Bites“                 |
| 2010       | Zákon a pořádek: Zločinné úmysly          | Moira Boyle           | díl: „Ruka ruku myje“                |
| 2010       | Army Wives                                | Suzanne               | díl: „Mud, Sweat & Tears“            |
| 2012       | Mrcha od vedle                            | Karen                 | 2 dílů                               |
| 2013       | Deception                                 | Samantha Bowers       | 11 dílů                              |
| 2013       | Missing at 17                             | Callie                | TV film                              |
| 2014–2019  | Paní ministryně                           | Isabelle Barnes       | 9 dílů                               |
| 2014–2016  | One & Done                                | Jessica               | 3 díly                               |
| 2014       | Aféra                                     | terapeutka            | díl: „7“                             |
| 2014–2015  | Red Band Society                          | Caroline Chota        | 2 díly                               |
| 2015       | The King of 7B                            | Charlotte             | TV film                              |
| 2016       | Castle na zabití                          | Dr. Rebecca Ellins    | díl: „Znovu po smrti“                |
| 2016–dosud | Život beze slov                           | Dr. Miller            | 15 dílů                              |
| 2017–2018  | Ve jménu vlasti                           | Christine Lonas       | 4 díly                               |
| 2017–2023  | Úžasná paní Maiselová                     | Rose Weissman         | 26 dílů                              |
| 2019       | Chirurgové                                | Ashley Cordova        | díl: „My Shot“                       |

## Osobní život
Od roku 1998 je jejím manželem Randall Sommer. Mají spolu jedno dítě.